# Gonzalo Galindo
Gonzalo Germán Galindo Sánchez (né le 20 octobre 1974 à Cochabamba en Bolivie) est un joueur de football international bolivien, qui évoluait au poste de milieu de terrain.

## Biographie

### Carrière de joueur

#### Carrière en sélection
Avec l'équipe de Bolivie, il dispute 43 matchs (pour 3 buts inscrits) entre 1999 et 2007. Il figure notamment dans le groupe des sélectionnés lors des Copa América de 2001, 2004 et de 2007.
Il joue également la Coupe des confédérations de 1999.

## Palmarès
| Jorge Wilstermann - Championnat de Bolivie (2) : - Champion : 2000 et 2006 (Clôture). |  | Club Bolívar - Championnat de Bolivie (3) : - Champion : 2002, 2004 (Ouverture) et 2005 (Adecuacion). |